# Водник (Київ)
«Во́дник» (до 1938 «Вимпел») — радянський футбольний клуб з Києва (УРСР). 

## Історія
Футбольний клуб «Вимпел» був заснований в Києві. У 1936 році виступав у Кубку СРСР. Далі команда виступала в регіональних змаганнях. Зокрема, в 1937 році виступав у 1-ій підгрупі Чемпіонату УРСР. У тому чемпіонаті зіграв 6 матчів, в яких здобув лише 1 перемогу та 5 матчів програв. Як наслідок — останнє 6-те місце. Того ж року команда виступала в кубку УРСР 1937 року.
Навесні 1938 року перейменований на «Водник».

## Досягнення
- Кубок СРСР
  - 1/32 фіналу (1): 1936

- Кубок УРСР
  - 1/32 фіналу (1): 1937

- Чемпіонат УРСР (1-ша група)
  - 6-те місце (1): 1937

## Відомі гравці
- Василь Весеньєв
- І. В. Галетуха (Гелетуха)
- Микола Горчинський (1910-10.1941)
- Костянтин Калач
- Мирослав Коберський
- К. Пінкін
- Казимир Піонтковський
- Євген Пичугін
- Сергій Підпалий
- П. І. Селіцер
- Арон Сокальський
- Юрій Юкельсон (Юкельзон)

## Дивись також
- Арсенал (Київ)
- Більшовик (футбольний клуб, Київ)
- Динамо (Київ)
- Локомотив (Київ)
- Темп (Київ)
- ЦСКА (Київ)